# Manel Navarro
Manel Navarro Quesada (Sabadell, 7 maart 1996) is een Spaans zanger.

## Biografie
Navarro raakte bekend in eigen land toen hij in 2014 Catalunya Teen Star won. Hij kreeg een platencontract aangeboden en bracht nog datzelfde jaar zijn eerste single uit. Begin 2017 nam hij deel aan de Spaanse preselectie voor het Eurovisiesongfestival, die hij met Do it for your lover ook won. Hierdoor mocht hij zijn vaderland vertegenwoordigen op het Eurovisiesongfestival 2017, dat gehouden werd in Kiev, Oekraïne. Navarro werd onfortuinlijk laatste in de finale van het Eurovisiesongfestival 2017.
1961: Conchita Bautista · 
1962: Víctor Balaguer · 
1963: José Guardiola · 
1964: Tim, Nelly & Tony · 
1965: Conchita Bautista · 
1966: Raphael · 
1967: Raphael · 
1968: Massiel · 
1969: Salomé · 
1970: Julio Iglesias · 
1971: Karina · 
1972: Jaime Morey · 
1973: Mocedades · 
1974: Peret · 
1975: Sergio & Estíbaliz · 
1976: Braulio · 
1977: Micky · 
1978: José Vélez · 
1979: Betty Missiego · 
1980: Trigo Limpio · 
1981: Bacchelli · 
1982: Lucía · 
1983: Remedios Amaya · 
1984: Bravo · 
1985: Paloma San Basilio · 
1986: Cadillac · 
1987: Patricia Kraus · 
1988: La Década · 
1989: Nina · 
1990: Azúcar Moreno · 
1991: Sergio Dalma · 
1992: Serafín Zubiri · 
1993: Eva Santamaría · 
1994: Alejandro Abad · 
1995: Anabel Conde · 
1996: Antonio Carbonell · 
1997: Marcos Llunas · 
1998: Mikel Herzog · 
1999: Lydia · 
2000: Serafín Zubiri · 
2001: David Civera · 
2002: Rosa · 
2003: Beth · 
2004: Ramón · 
2005: Son de Sol · 
2006: Las Ketchup · 
2007: D'Nash · 
2008: Rodolfo Chikilicuatre · 
2009: Soraya · 
2010: Daniel Diges · 
2011: Lucía Pérez · 
2012: Pastora Soler · 
2013: El Sueño de Morfeo · 
2014: Ruth Lorenzo · 
2015: Edurne · 
2016: Barei · 
2017: Manel Navarro · 
2018: Alfred & Amaia · 
2019: Miki · 
2021: Blas Cantó · 
2022: Chanel · 
2023: Blanca Paloma · 
2024: Nebulossa · 
2025: Melody